# 中まさる
中 まさる（なか まさる）は日本の男性声優。所属はフリー。旧芸名は中塚 勝久（なかつか かつひさ）。

## 出演作品

### ゲーム
- THE KING OF FIGHTERS '96（Mr.ビッグ）※NG※PS
- THE KING OF FIGHTERS '96 NEO･GEO Collection（Mr.ビッグ）
- ザ・キング・オブ・ファイターズ 京（Mr.ビッグ）
- THE KING OF FIGHTERS 2000（獅子王、Mr.ビッグ）※NG※PS2
- THE KING OF FIGHTERS '98 ULTIMATE MATCH（Mr.ビッグ）※AC※リメイク
- 真説サムライスピリッツ 武士道烈伝（王虎）
- 風雲黙示録（獅子王）
- 風雲スーパータッグバトル（影・獅子王）

### ＣＤ
- THE KING OF FIGHTERS '96
- ザ・キング・オブ・ファイオターズ 京
- THE KING OF FIGHTERS 2000
- 真説サムライスピリッツ 武士道烈伝
- 風雲黙示録
- 風雲スーパータッグバトル